# Corazón de Terciopelo
«Corazón de Terciopelo» es el primer sencillo de la banda sonora del  álbum Love Divina, interpretado por la actriz y cantante argentina Laura Esquivel, lanzado el 9 de enero de 2017 por Universal Music Argentina.

## Lista de canciones
- Descarga digital

1. Corazón De Terciopelo (3:17)

## Historial de lanzamiento
| Fecha              | Formato          | Discográfica              |
| ------------------ | ---------------- | ------------------------- |
| 9 de enero de 2017 | Descarga digital | Universal Music Argentina |